# Kanaal Charleroi-Brussel

Kaart met route van het kanaal en belangrijkste kunstwerken (1839)

Het Kanaal Charleroi-Brussel is een kanaal dat vertrekt aan de rivier Samber en uitmondt in het Kanaal van Willebroek. Het vormt een verbinding tussen Charleroi enerzijds, maar ook La Louvière en Bergen (aangesloten via het Centrumkanaal), en de haven van Brussel en die van Antwerpen anderzijds.

## Geschiedenis
Al sinds de 16e eeuw worden diverse plannen voor een dergelijke waterweg voorgesteld. Een kanaal maakt een grotere en snellere aanvoer van steenkool uit de Borinage naar de steden mogelijk, wat de prijs zou drukken. De ingenieurs staan echter voor grote technische uitdagingen: het kanaal moet meer dan 100 meter klimmen en de watervoorziening van de hoogste panden is onzeker. In de Franse tijd komt een definitief plan, maar pas in de tijd van het Verenigd Koninkrijk der Nederlanden, onder Koning Willem I, wordt op 7 maart 1823 de opdracht aan Jean-Baptiste Joseph Vifquain de opdracht gegeven om de voorliggende ontwerpen voort te zetten, specifiek die van de Franse ingenieurs Vionnois en Minard. Ingenieurs Pierre Simons en Gustave De Ridder worden aangewezen als assistenten. Onder dit trio wordt de bouw in 1827 gestart. De maatschappij Claessens, Castinel & Compagnie zorgt voor de daadwerkelijk werk. Vanuit Noord Nederland werd Jean Henri Ferrand als arrondissement-ingenieur van de provincie Henegouwen aan dit project toegevoegd.
Gezien de hoogteverschillen wordt ervoor gekozen de bestaande valleien (van de Piéton, Samme en Zenne) nauwgezet te volgen. Op het hoogste punt van het traject wordt een tunnel onder la Bête-Refaite gegraven. Het baquets de Charleroi van 70 ton) wordt speciaal voor dit kanaal ontworpen. De afmetingen van deze schuit zijn zo bepaald dat bij het schutten van de schepen het waterverlies minimaal is. De watervoorziening wordt veiliggesteld dankzij reservoirs, het bestrijken van de bodem en in Luttre wordt een stoommachine van 12 pk geïnstalleerd, die water uit het riviertje de Hutte met behulp van een vijzel 2,5 meter omhoog maalt in het kanaal. Het kanaal bestaat uit vier delen: de klim Dampremy–Luttre (hoogteverschil ±25 m met 11 sluizen), het kruinpand Luttre–Soudromont, de steile afdaling langs de Samme (±60 m, 28 sluizen) en de langere afdaling langs de Zenne (±45 m, 16 sluizen).
De Belgische Revolutie legt het project even stil, maar het Voorlopig Bewind laat de werken onmiddellijk verderzetten. Zodoende wordt de nieuwe waterweg op 22 september 1832 plechtig geopend. Ze heeft echter kleine afmetingen, om de kostprijs te drukken, en is dus niet voorzien op de snel toenemende trafiek. In 1854-57 wordt het kanaal daarom vergroot voor 350-tonners. De tunnel wordt later vervangen door de bredere en kortere Tunnel van Godarville (1885), ten noorden ervan.
In 1897 valt het besluit het lagere kanaaldeel, dat is beneden Klabbeek, aan te passen voor 1350-tonners: het wordt breder, dieper en rechter. Bovendien wordt het aantal sluizen verminderd. Vanaf 1948 wordt ook het hogere kanaaldeel gemoderniseerd. Vooral het gedeelte Godarville–Ronquières verandert grondig: de Tunnel van Godarville, het bochtige Sammetracé en 16 sluizen worden overbodig dankzij een nieuw kanaal, met een doorsteek bij la Bête-Refaite en het Hellend vlak van Ronquières. Al deze aanpassingen, klaar in april 1968, leidde tot een grote tijdwinst voor de scheepvaart.
Het kanaal is opgenomen in het Europees transportnetwerk (TEN-T) en werd gecatalogeerd onder CEMT-klasse IV. Dit betekent geschikt voor schepen tot 1350 ton. Op het Vlaamse deel van het kanaal, zo'n 14 km lang, zijn de sluizen, waaronder die in Ruisbroek, Halle en Lembeek, al 85 jaar oud en hebben een lengte van 81,60 meter. Dit is te klein om de grootste klasse IV-schepen van 85 meter te verwerken. Verder hebben de bruggen over het kanaal een beperkte doorvaarthoogte en zijn daarom niet te gebruiken voor schepen met drie containerlagen. De kunstwerken worden hiervoor aangepast.
Het oude tracé, evenals de tunnel onder la Bête-Refaite (waarvan de noordelijke 150 m wordt afgegraven), wordt vervolgens gesloten voor de scheepvaart. Daarbij werden de sluizen vervangen door watervallen. Het kanaal, hoewel dus niet meer bevaarbaar, werd niet gedempt en aan de natuur en de watervogels overgelaten. Langs de westzijde bevindt zich het oude jaagpad dat van Ronquières tot Seneffe geschikt is voor fietsen. Langs de oostzijde zijn er bijna overal wandelpaadjes, zij het meestal niet verhard.

## Galerij

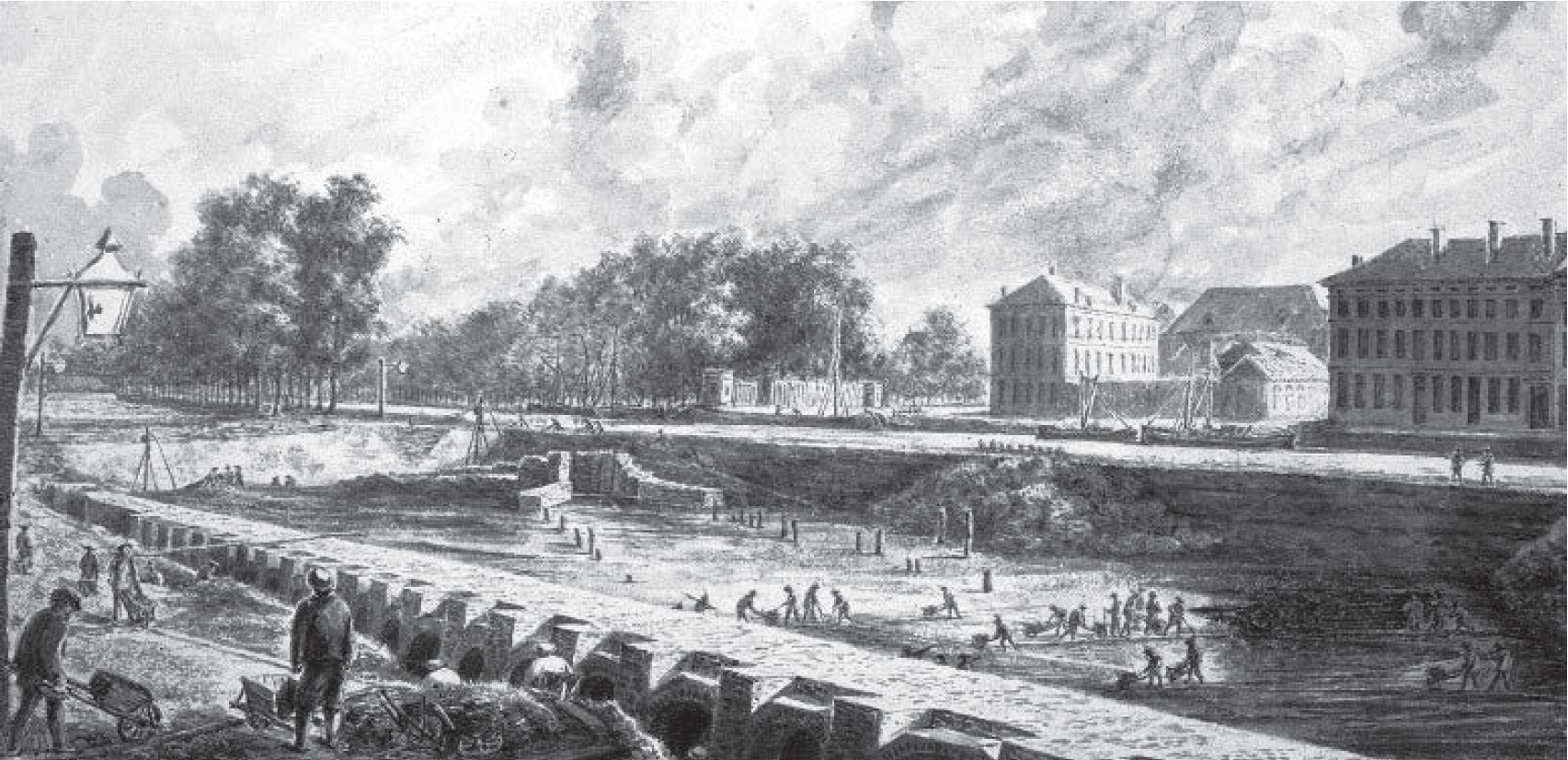
De graafwerken ter hoogte van St.-Jans-Molenbeek (±1830)
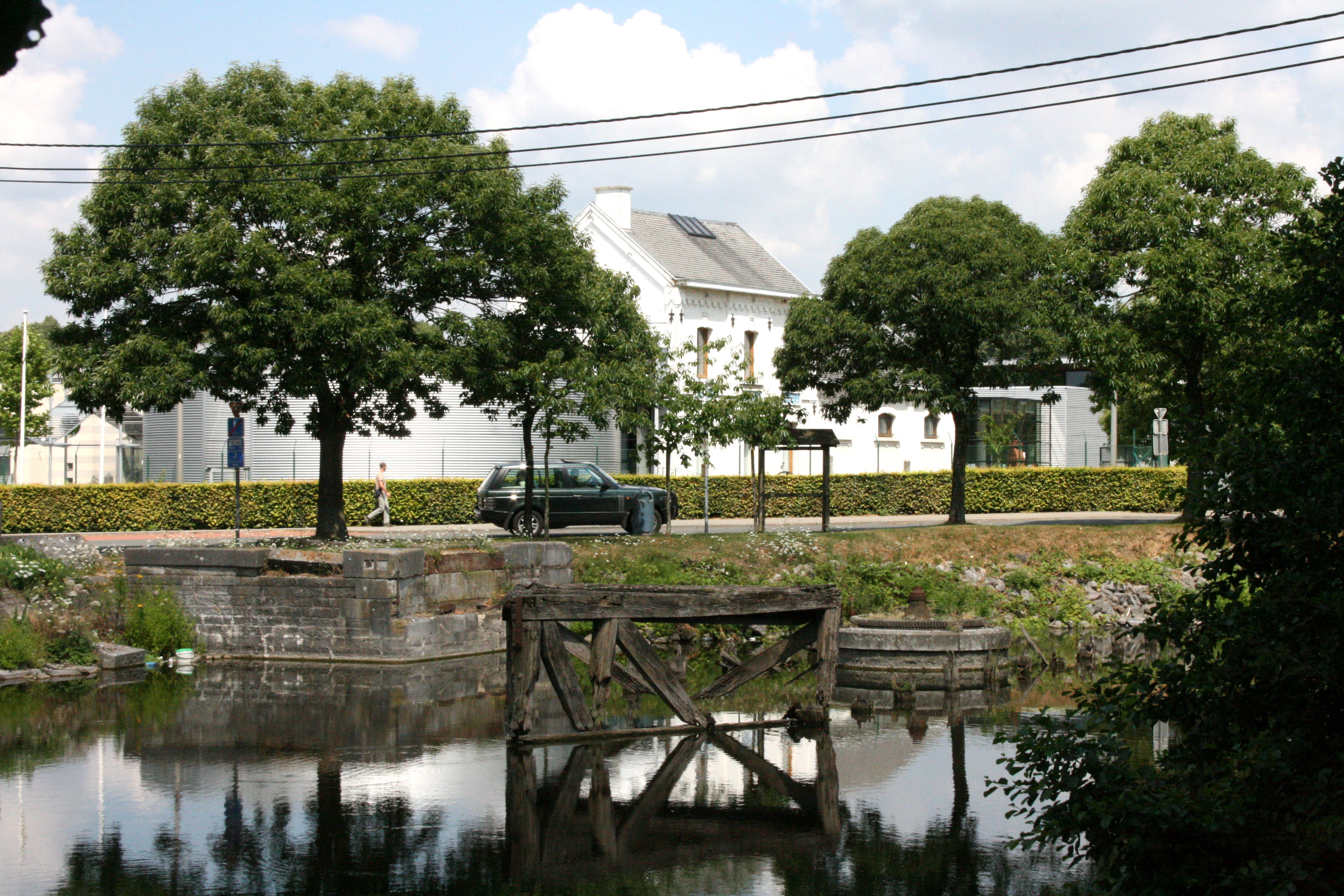
Restanten van een draaibrug op het Sammetracé
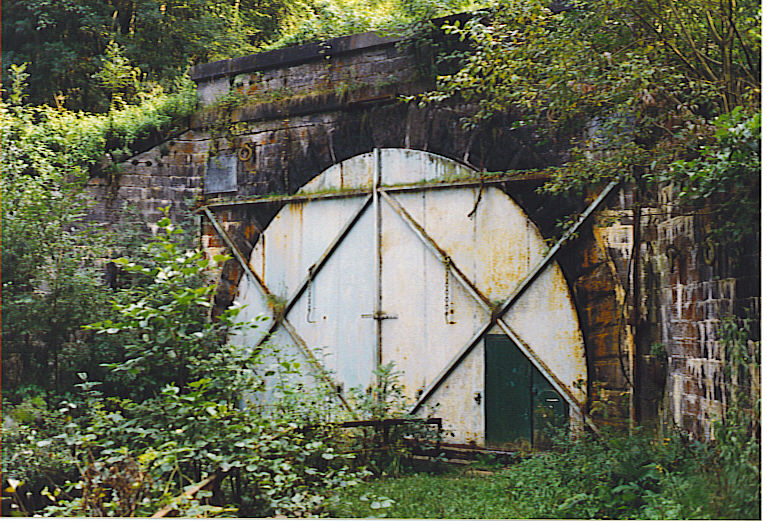
Noordelijk portaal van de Tunnel van Godarville
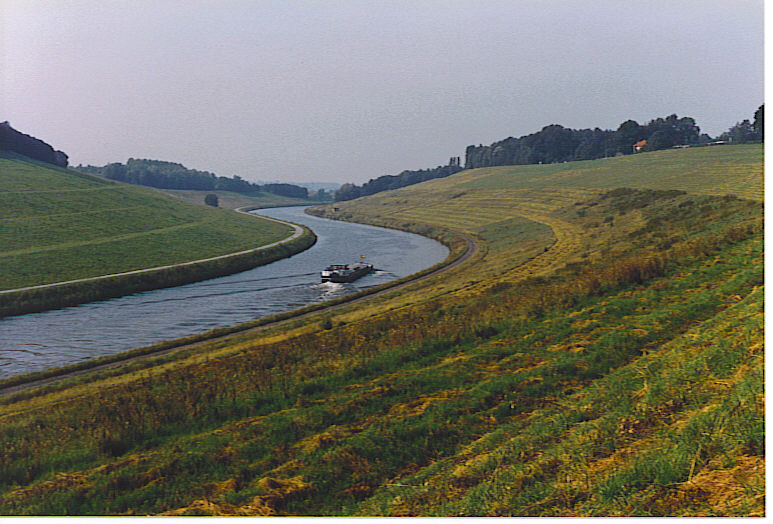
Het kanaal bij Godarville
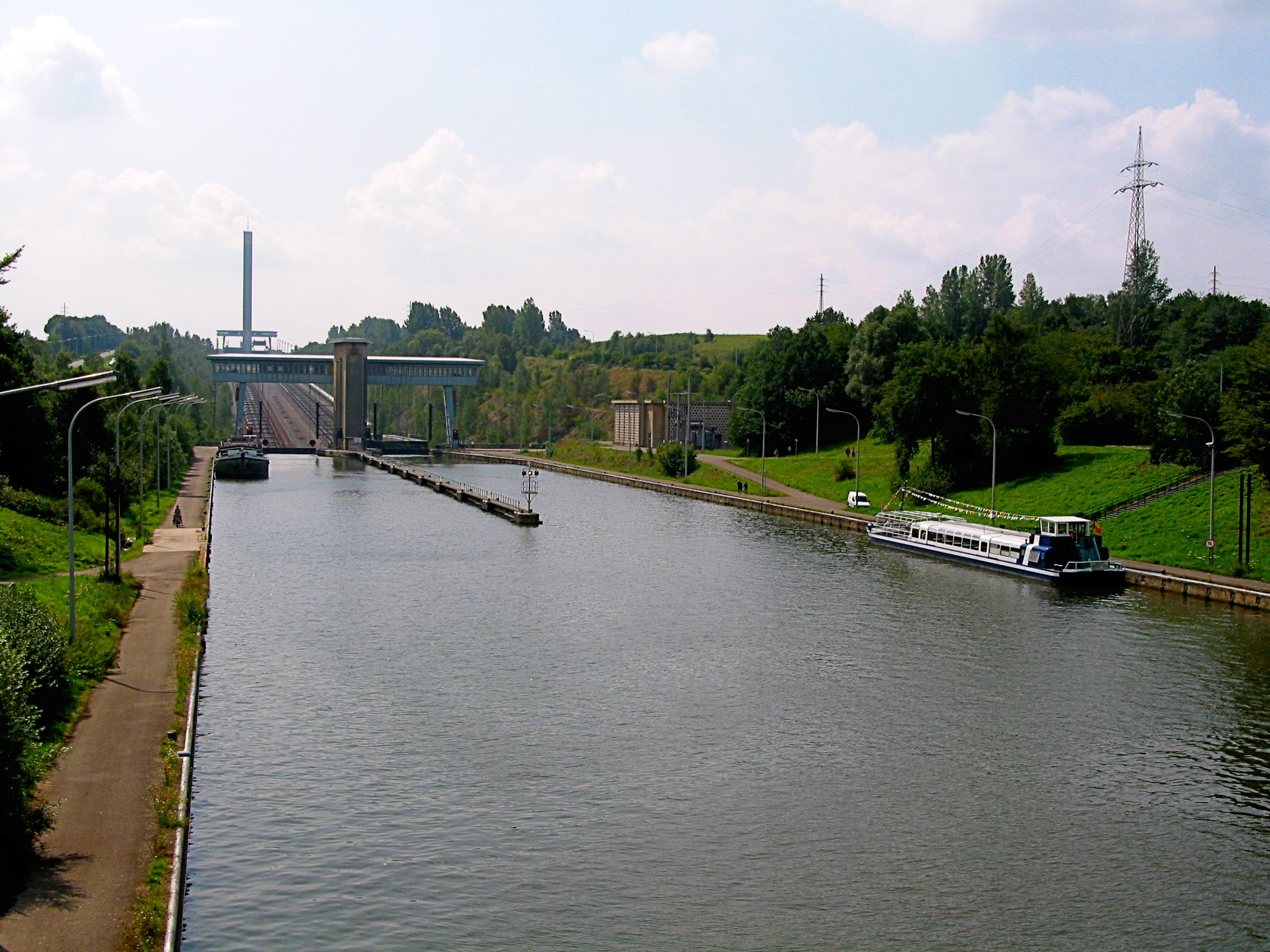
Hellend vlak van Ronquières

## Sluizen en hellend vlak
De hoogteverschillen die in beide richtingen overwonnen worden, bedragen in totaal 127 m.
- Het vertrekpunt in Dampremy: 100,20 m TAW
- Het kruinpand, van Viesville tot Haureu: 121,10 m
- Het eindpunt in Sint-Jans-Molenbeek: 13,30 m

Terwijl het oorspronkelijke kanaal 55 sluizen telde, zijn er nu nog slechts tien sluizen en een hellend vlak.
| Nr | Plaats              | Lengte x breedte (m)       | Verval (m) |
| -- | ------------------- | -------------------------- | ---------- |
| 1  | Marchienne-au-Pont  | 85,08 x 11,50              | 6,20       |
| 2  | Gosselies           | 87,70 x 11,50              | 7,00       |
| 3  | Viesville           | 87,60 x 11,50              | 7,50       |
| 4  | Ronquières          | 2 bakken van 85,50 x 11,60 | 67,53      |
| 5  | Itter               | 90,00 x 12,00              | 13,33      |
| 6  | Lembeek             | 81,60 x 10,50              | 7,07       |
| 7  | Halle               | 81,60 x 10,50              | 3,30       |
| 8  | Lot                 | 81,60 x 10,50              | 3,70       |
| 9  | Ruisbroek           | 81,60 x 10,50              | 3,70       |
| 10 | Anderlecht          | 81,60 x 10,50              | 3,70       |
| 11 | Sint-Jans-Molenbeek | 81,60 x 10,50              | 4,70       |

## Trafiek
Van 1987 tot 2006 neemt het aantal schepen toe met 60% en verdrievoudigt de hoeveelheid vervoerde goederen. Qua verkeer zijn beide richtingen vergelijkbaar. De schepen varen voor 1/3 leeg en voor 2/3 geladen. De vervoerde goederen zijn bouwmaterialen, olie en olieproducten.
| Jaar | Tonnage   | Aantal schepen |
| ---- | --------- | -------------- |
| 1987 | 1.094.000 | 3.084          |
| 1990 | 1.289.000 | 3.346          |
| 2000 | 2.100.000 | 3.471          |
| 2004 | 3.160.000 | 5.155          |
| 2005 | 3.019.000 | 4.812          |
| 2006 | 3.144.000 | 5.215          |
| 2007 | 3.091.000 | 4.048          |
| 2008 | 2.939.000 | 3.791          |
| 2009 | 1.686.000 | 3.741          |
| 2010 | 1.924.800 | 3.934          |
| 2011 | 2.117.316 | 4.293          |
| 2012 | 1.911.233 | 4.318          |
| 2013 | 2.240.924 | 4.855          |